# Larisa Dannis
Larisa Elaine Dannis est une athlète américaine née le 18 août 1987. Spécialiste de l'ultra-trail, elle a notamment remporté la Vermont 100 Mile Endurance Run en 2013 et la Javelina Jundred en 2017.

## Résultats
| no  | féminin           | Course                                | Longueur | Départ            | Temps            |
| --- | ----------------- | ------------------------------------- | -------- | ----------------- | ---------------- |
| 4e  | Médaille d'argent | Vermont 100 km Endurance Run          | 100 km   | 17 juillet 2010   | 14 h 36 min 58 s |
| 8e  | Médaille d'or     | Vermont 100 Mile Endurance Run        | 100 mi   | 20 juillet 2013   | 18 h 38 min 11 s |
| 22e | Médaille d'argent | Western States 100-Mile Endurance Run | 100 mi   | 28 juin 2014      | 18 h 29 min 18 s |
| 7e  | Médaille d'or     | Vermont 50 Mile Endurance Run         | 50 mi    | 24 septembre 2017 | 7 h 55 min 56 s  |
| 6e  | Médaille d'or     | Javelina Jundred                      | 100 mi   | 28 octobre 2017   | 16 h 32 min 17 s |